# 59号科罗拉多州州道

59号科罗拉多州州道（英語：Colorado State Highway 59，SH-59）是美国科罗拉多州东部的一条南-北走向的州级公路，全长173.337英里（278.959），南起夏延縣的基特卡森东侧40号美国国道（US-40）与287号美国国道（US-287）并线段，北至塞奇威克縣的同名城市接138号美国国道（US-138）。